# Marius Țincu
Marius Vasilică Țincu (Vânători, 7 aprile 1978) è un allenatore di rugby a 15 ed ex rugbista a 15 rumeno, in carriera attivo come tallonatore soprattutto in Francia dove con il Perpignano è diventato campione nazionale. Da allenatore è entrato nei ranghi della nazionale della Romania e nel 2019 è stato commissario tecnico.

## Biografia
Originario del Distretto di Iași in Romania si fece notare negli anni in cui vestiva la maglia del U Cluj e presto si trasferì in Francia prima al Rouen poi La Teste e Pau. Dal 2005 ha vestito la maglia di Perpignano. Ha vinto il titolo di campione di Francia 2009 con il Perpignano giocando la finale contro Clermont.
In nazionale Tincu ha giocato la sua prima partita il 3 febbraio 2002 contro il Portogallo. Con gli Stejarii ha partecipato a tre coppe del mondo (2003, 2007, 2011) giocando a otto partite e marcando in tre mete. In totale con la nazionale rumena ha collezionato 53 presenze e 70 punti, inoltre si è aggiudicato i campionati europei 2001-02 e 2004-06.
Ritirato nel 2012 entrò subito nei ranghi della nazionale come responsabile degli avanti e poi dal 2014 al 2015 è diventato allenatore del Perpignano femminile. Nel 2019 a seguito delle dimissioni di Lynn Howells diventa allenatore della nazionale rumena .

## Palmarès

### Giocatore
- Campionati francesi: 1
Perpignano: 2008-09